# Pieke Biermann
Pour les articles homonymes, voir Biermann.
Pieke Biermann, née le 22 mars 1950 à Stolzenau dans le land de Basse-Saxe en Allemagne, est une journaliste, une traductrice et une écrivaine allemande de roman policier.

## Biographie
Elle fait ses études à l'université de Hanovre, puis à l'université de Padoue, où elle devient une militante féministe. Dans l'un de ses travaux universitaires, elle affirme que le fait de ne pas rémunérer les tâches ménagères est une injustice à l'endroit principalement des femmes. Sa thèse de doctorat, qu'elle n'a jamais achevée, se penchait sur une analyse comparative entre le statut des sorcières au Moyen Âge et la condition des prostituées d'aujourd'hui. De retour en Allemagne, elle enchaîne les petits métiers, travaillant entre autres comme factrice, directrice de publication ou prostituée, d'abord à Hanovre, puis à Berlin. En 1976, elle écrit son premier roman et devient journaliste, par la suite, elle collabore et écrit pour les journaux Der Tagesspiegel, Wochenpost, Süddeutsche Zeitung, Berliner Morgenpost, Die Woche, Jüdische Allgemeine… et la radio. En 1983, elle débute dans la traduction, traduisant de l'italien à l'allemand et de l'anglais à l'allemand.
En France, trois de ses titres ont été traduits dans la collection Rivages/Noir.

## Œuvre

### Série Commissaire Karin Lietze
1. Potsdamer Ableden (1987) Publié en français sous le titre Potsdamer Platz, Paris, Rivages/Noir, no 131, 1992.
2. Violetta (1990) Publié en français sous le titre Violetta, Paris, Rivages/Noir, no 160, 1993.
3. Mit Zorn, Charme & Methode (1992)
4. Herzrasen. (1993) Publié en français sous le titre Battements de cœur, Paris, Rivages/Noir, no 248, 1996.
5. Berlin, Kabbala (1997)
6. Vier, Fünf, Sechs (1997)

### Autres romans
- Wir sind Frauen wie andere auch! - Prostituierte und ihre Kämpfe (1979)
- Wilde Weiber GmbH. Kriminalgeschichten (1993)
- Herta & Doris (2002)
- Gojisch gesehen (2004)
- Der Asphalt unter Berlin – Kriminalreportagen aus der Metropole (2008)

## Sources
- Claude Mesplède (dir.), Dictionnaire des littératures policières, vol. 1 : A - I, Nantes, Joseph K, coll. « Temps noir », 2007, 1054 p. (ISBN 978-2-910-68644-4, OCLC 315873251), p. 226-227.